# Бишево (Татарстан)
Би́шево (тат. Биеш) — село в Апастовском районе Татарстана. Административный центр Бишевского сельского поселения.

## География
Находится в западной части Татарстана на расстоянии приблизительно 3 км на северо-запад от районного центра посёлка Апастово у реки Свияга.

## История
Основано в период Казанского ханства. Писатель краевед Иван Блохин пишет: в «Подлинной переписной книге посадских дворов города и дворцовых и поместных сёл, деревень и дворов в Свияжском уезде… за 1646 год» мы читаем «деревня Бишева, а в ней двор помещика служилого татарина Иртуганки Аишева…», то есть уже в то время село существовало. Он же пишет "Наши бишевские служилые люди входили в сотню служилых свияжских татар. Другие подробности их службы на Тетюшской засеке, к сожалению, до нас не дошли. Нетрудно догадаться, что один из братьев был помещик, а это означает, что он был не рядовым служилым человеком. Само слово «помещик» в армии того времени было тождественно слову «офицер». А. Яковлев в упомянутой книге отмечает: «вновь испомещённые служилые люди сидят на небольших поместных участках», «…Денежное жалованье для них не превышало пять рублей в год». Этот же автор замечает: «были звенья засеки — „пустовые“, то есть без надзора, не хватало людей».
Таким образом, деревня Бишево впервые упомянута в письменном документе за 1646 год, однако есть основания полагать, что она могла появиться десятью годами раньше, именно, когда в царствование Михаила Фёдоровича "усиленная работа о восстановлении и строительстве новых засечной черты, в которую поселение и входило.
Деревня Бишево входила в князя Чирка Аклычева сотню Ногайской дороги Свияжского уезда. Эта дорога являлась не просто Большой, а стратегической, по ней шло сообщение Казани с «понизовыми» городами-крепостями: Симбирском, Самарой, Саратовом, Царицыном, Астраханью. В случае набега ногаев этот путь мог привести их к Свияжску и Тетюшам с тыла. Открывался простор для захвата мирного населения в полон. Поэтому в окрестных населённых пунктах — существующих или вновь образованных — были организованы посты служилых людей, которые соединялись в десятни и сотни. Управляли ими десятские и сотские головы. Расстояние между постами составляло пять вёрст. Некоторые деревни отстояли на достаточно большом расстоянии одна от другой. Силами этих сотен и десятен обеспечивалась охрана Тетюшской засеки, и попеременно они выполняли роль конного дозора на дорогах, а также различные милицейские обязанности.
В XVIII 1-й половине XIX вв. жители относились к категории государственных крестьян. Занимались земледелием, разведением скота.
В начале XX века действовали Иоанно-Предтеченская церковь и земская школа.

## Население
Постоянных жителей было в 1782—159 душ мужского пола, в 1859—777, в 1897—1228, в 1908—1475, в 1926—405, в 1938—857, в 1958—665, в 1970—576, в 1979—638, в 1989—381.
Постоянное население составляло 346 человек (русские 78 %) в 2002 году, 362 — в 2010.

## Культура
В феврале 2023 года вышел фильм о селе «А мы и не скрываем, что из деревни родом…», в котором жители рассказывают о своей малой Родине, о том как он восстанавливали церковь и как проводят традиционные свои местные праздники. Снят фильм под руководством Казанской епархии.
В селе есть свой народный ансамбль русской песни «Рябинушка».

Так же в селе в августе месяце проводится оригинальный фольклорный вечер «День улицы».

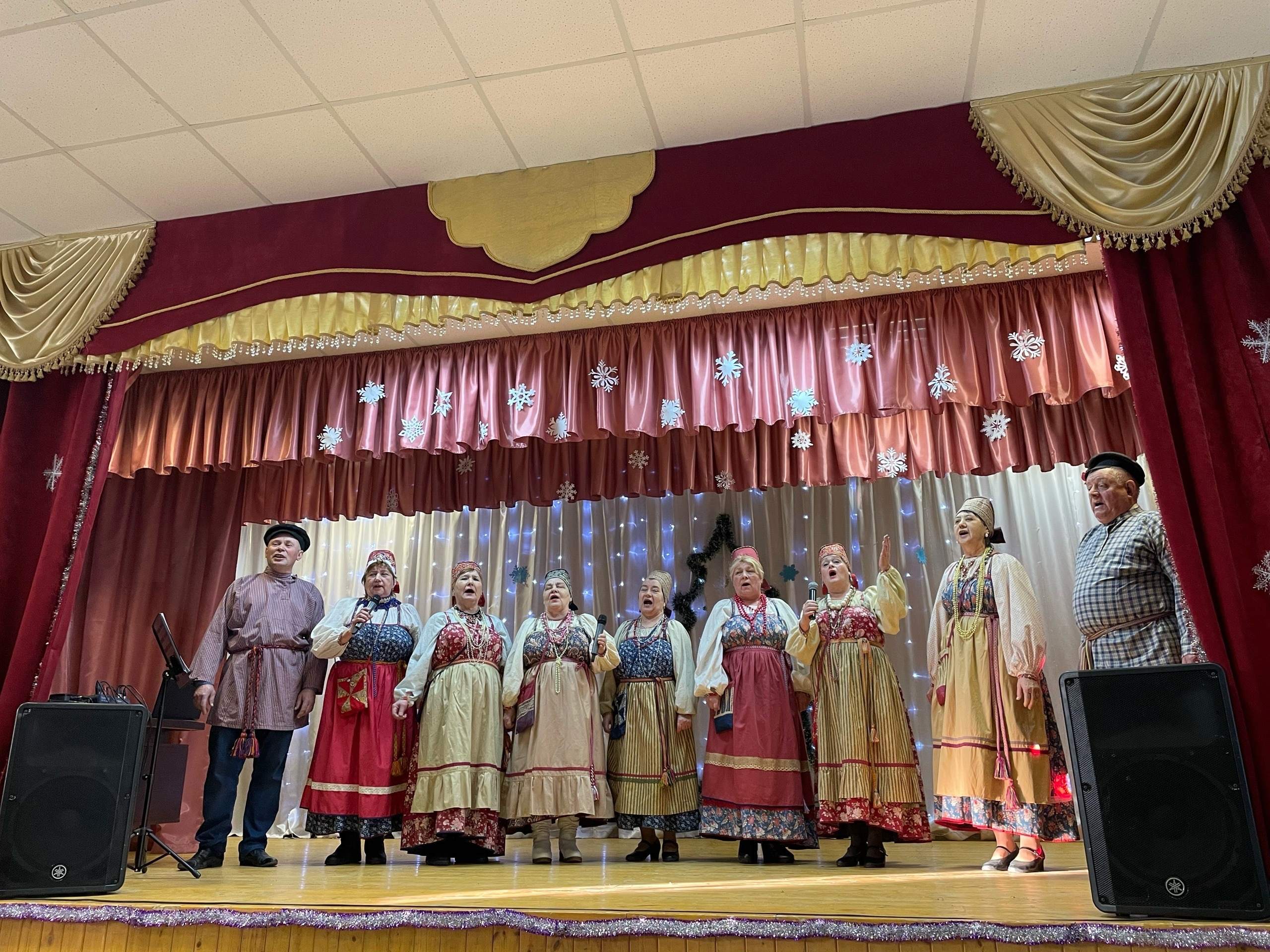
Ансамбль русской песни "Рябинушка" в ДК села.

## Достопримечательности
Храм святого Иоанна Предтечи. Храм в селе существовал еще до 1725 года. В 1846 г. деревянная церковь была перестроена, а в 1864 г. перевезена на новое место из-за того, что по весне подтапливалась рекой Свияга и водами из озера Лыва. В это время храм имел два предела: в честь Третьего Обретения Главы Иоанна Предтечи и в честь Архангела Михаила.

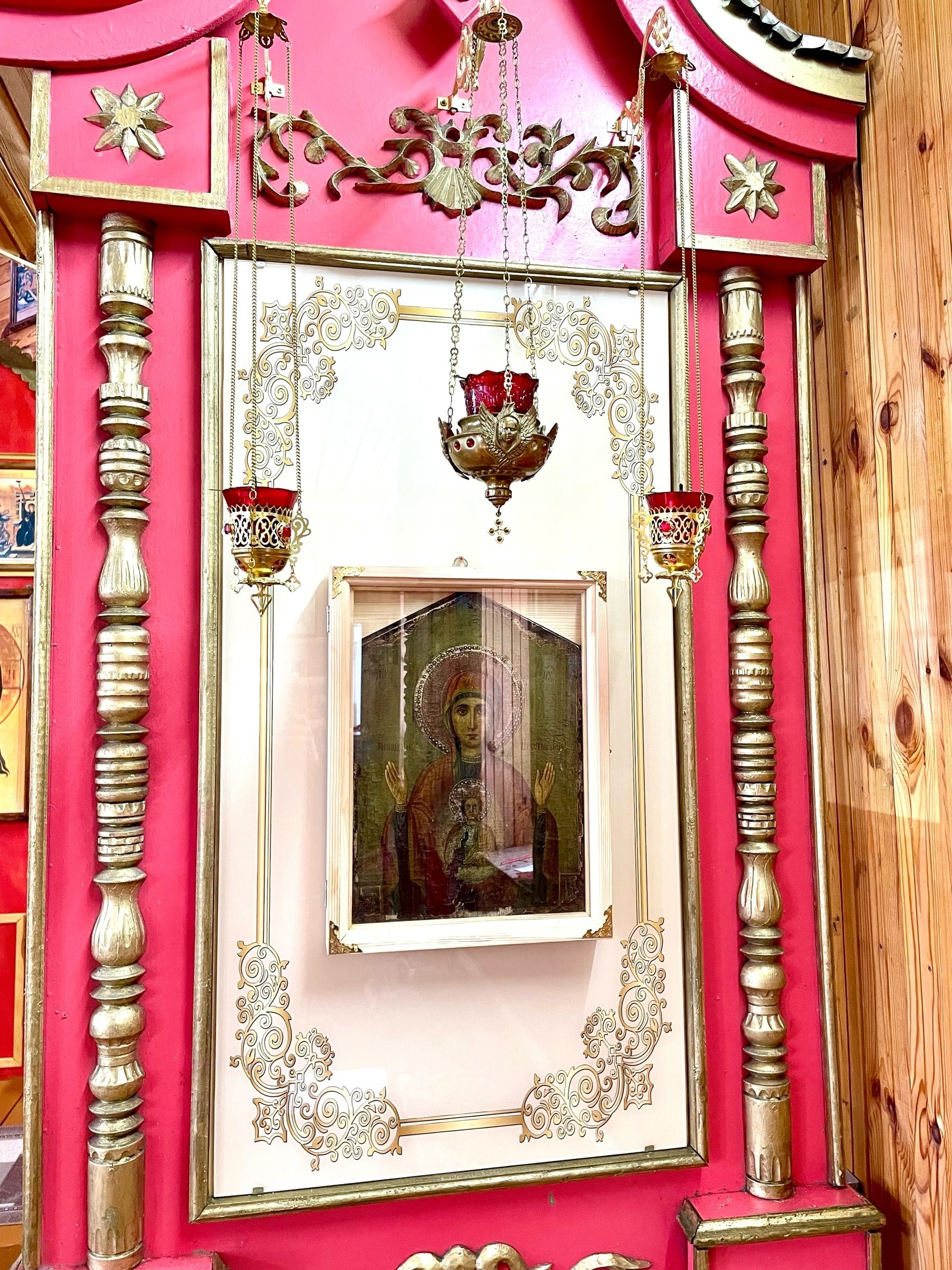
Чудотворная икона Пресвятой Богородицы «Знамение»

Храм был близок стилем и площадью с храмом в соседнем селе Большое Фролово. Имелись чудотворные иконы святого вмч. Пантелеимона, образа Пресвятой Богородицы «Знамение» (сохранилась), образ пророка Иоанна Предтечи.
В 1939 г. с Иоанно-Предтеченской церкви сняты колокола (купола снесены в 1950 г.). Первоначально в здании церкви разместили клуб, в годы войны — склад стройматериалов, позже — зернохранилище. С 1950 года в здании школы располагалась средняя школа, которая была разобрана в 1997 году и перестроена в камне.

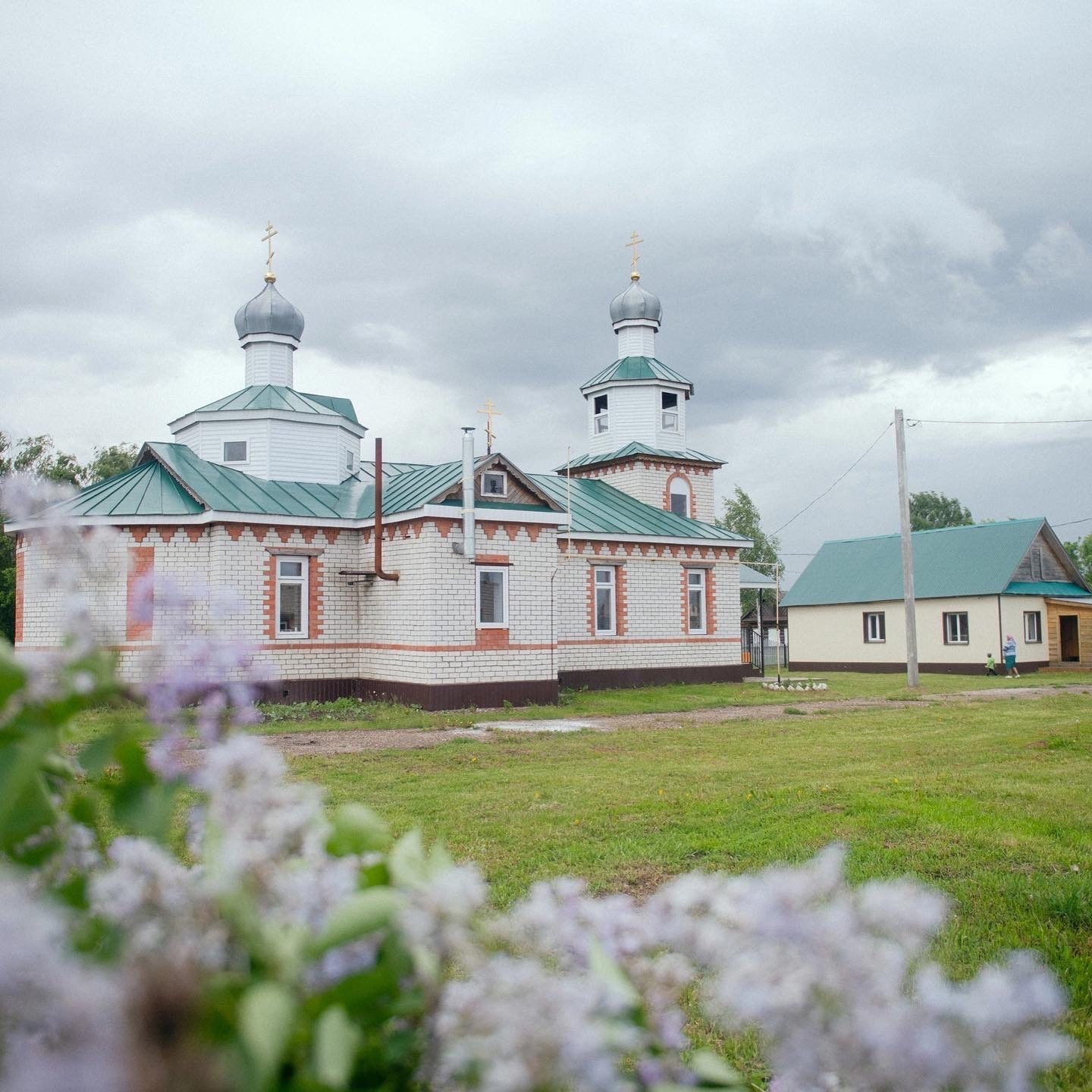
Современный вид Церкви Иоанна Предтечи

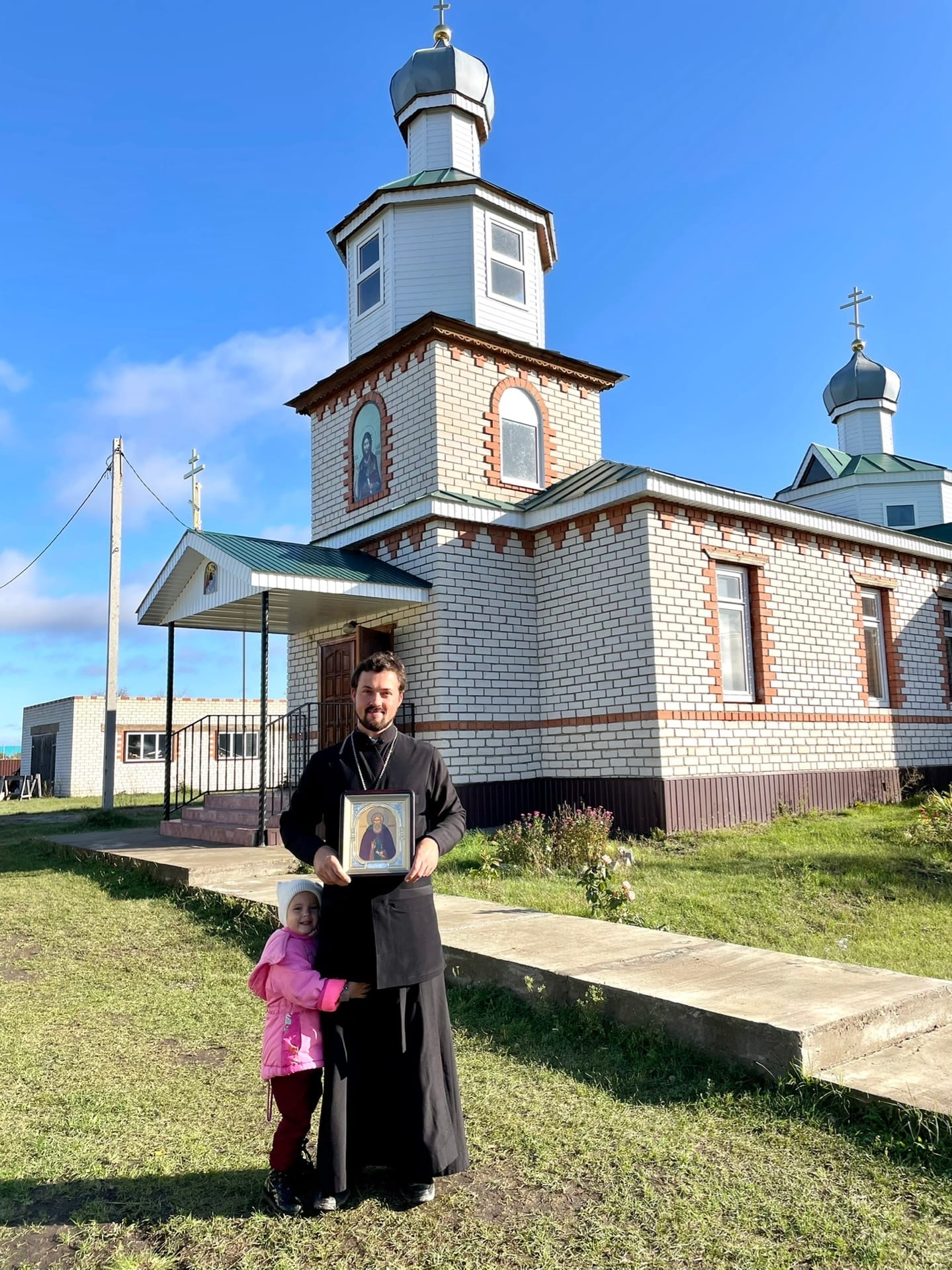
Иерей Сергий Грязнов. Настоятель церкви Иоанна Предтечи в селе Бишево

Новый храм в честь Пророка и Предтечи Господня Иоанна отстроен в камне. Освящен по благословению митрополита Казанского и Татарстанского Кирилла архиерейским чином 07.06.2022 году. С июня 2022 года в храме настоятелем является священник иерей Сергий Грязнов.

 
В центре села установлен бюст Героя Советского Союза Д. И. Горбунова. 

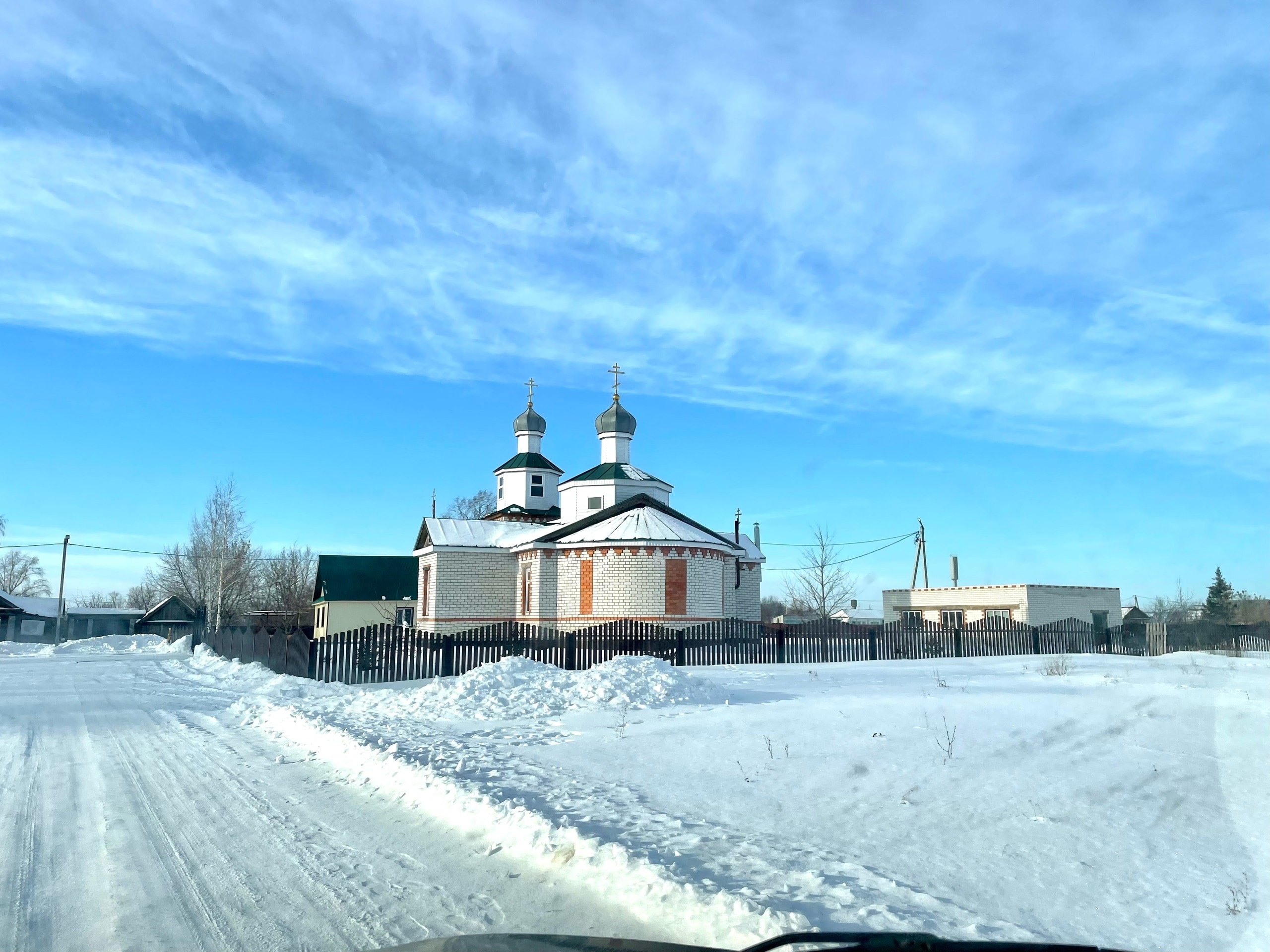
Храм Иоанна Предтечи

Дмитрий Горбунов родился 24 октября 1924 года в деревне Бишево (ныне — Апастовский район Татарстана) в семье крестьянина. Окончил неполную среднюю школу, одновременно работал в колхозе, позднее переехал в Казань, где окончил школу фабрично-заводского ученичества, работал слесарем на военном заводе. В июне 1942 года он был призван на службу в Рабоче-крестьянскую Красную Армию и направлен на фронт Великой Отечественной войны. К июню 1944 года старший сержант Дмитрий Горбунов командовал взводом 136-го стрелкового полка 97-й стрелковой дивизии 5-й армии 3-го Белорусского фронта. Отличился во время освобождения Белорусской и Литовской ССР. Со своим взводом Горбунов принимал активное участие в переправе и захвате плацдармов на реках Суходровка, Березина и Ошмянка. В боях за Вильнюс на одном из зданий в центре города он водрузил красный флаг. 28 июля 1944 года Горбунов погиб в бою на подступах к Каунасу. Похоронен в Каунасе на воинском кладбище. В честь Героя названа улица села.
В селе отстроен новый современный клуб и средняя общеобразовательная школа.

## Известные лица
- Горбунов, Дмитрий Иванович — Герой Советского Союза.

## Источник
- https://tatarica.org/ru/razdely/municipalnye-obrazovaniya/municipalnye-rajony/apastovskij-rajon/bishevo Онлайн — энциклопедия Tatarica